# Tagetes linifolia
Tagetes linifolia es una especie de planta de la familia de las asteráceas, nativa de México.

## Descripción
Tagetes linifolia es una hierba perenne, algo arbustiva, aromática, de hasta 40 cm de alto. Los tallos erectos son numerosos desde la base, glabros a puberulentos. Las hojas, opuestas, o a veces alternas en la parte superior, son pinnatisectas, con 5 a 11 foliolos lineares a elípticos con el margen entero o serrulado a lacerado. La inflorescencia es una cima terminal de una o varias cabezuelas pedunculadas, con involucro cilíndrico a turbinado de aprox. 1 cm de largo, verde a púrpura, con glándulas oleíferas marginales diminutas. El capítulo consiste de 5 flores liguladas amarillas de ápice emarginado, con o sin una mancha roja en la parte media, así como 20 a 40 flores del disco, tubulares, amarillo-anaranjadas. El fruto es un aquenio de 6 a 8 mm de largo, linear a estrechamente obpiramidal, con un vilano de 2 a 4 escamas truncadas y 1 a 3 escamas subuladas.

## Distribución y hábitat
Tagetes linifolia es un endemismo de las regiones semiáridas del centro-este y sur de México, específicamente de los estados de Tlaxcala, Puebla, Veracruz y Oaxaca. Se distribuye en la Cuenca de Oriental y en la Reserva de la biosfera Tehuacán-Cuicatlán, en matorral xerófilo y bosque de pino-encino, entre los 1,500 y los 2,700 metros sobre el nivel del mar.

## Taxonomía
Tagetes linifolia fue descrita en 1893 por Henry Eliason Seaton en Proceedings of the American Academy of Arts and Sciences 28: 120.

### Etimología
Tagetes: nombre genérico que proviene del dios etrusco Tages.
linifolia: epíteto que significa "con hojas como el lino"

### Sinonimia
No se tienen registrados sinónimos para esta especie.

## Usos
No se tienen reportados usos para esta especie.